# Hemipilia flabellata
Hemipilia flabellata är en orkidéart som beskrevs av Louis Édouard Bureau och Adrien René Franchet. Hemipilia flabellata ingår i släktet Hemipilia och familjen orkidéer. IUCN kategoriserar arten globalt som sårbar. Inga underarter finns listade i Catalogue of Life.